# Kulturhuset Björnen
Kulturhuset Björnen är ett kulturhus i Åstorp.
Kulturhuset Björnen invigdes år 2004 och är inrymt i en byggnad uppförd år 1919, som ursprungligen var en EFS-kyrka. Åstorps Riksteaterförening och Åstorps Musikkår bedriver verksamhet i kulturhuset.